# ミュージック・フロム・バズ・ラーマンズ・華麗なるギャツビー
『ミュージック・フロム・バズ・ラーマンズ・華麗なるギャツビー』（Music from Baz Luhrmann's Film The Great Gatsby）は、F・スコット・フィッツジェラルドの小説『グレート・ギャツビー』を原作とした2013年の映画『華麗なるギャツビー』のサウンドトラックであり、2013年5月6日にインタースコープ・レコードより発売された。ジェイ・Zがアルバムのエグゼクティブ・プロデューサー、アントン・モンステッドがメイン・プロデューサーを務める。サウンドトラックにはファーギー、ラナ・デル・レイ、フローレンス・アンド・ザ・マシーン、ジェイ・Z、ネロ、ザ・エックス・エックス、ウィル・アイ・アムの書き下ろし曲が収録される。また、エイミー・ワインハウスの「バック・トゥ・ブラック」をビヨンセとアンドレ・3000、ロキシー・ミュージックの「ラヴ・イズ・ザ・ドラッグ」をブライアン・フェリーとブライアン・フェリー・オーケストラ、ビヨンセの「クレイジー・イン・ラブ」をエミリー・サンデーとブライアン・フェリー・オーケストラ、U2の「ラヴ・イズ・ブラインドネス」をジャック・ホワイトがカバーした。ラナ・デル・レイが歌う「ヤング・アンド・ビューティフル」はアルバムのリード・シングルであり、2013年4月23日に発売された。

## トラック・リスト
| #         | タイトル | 作詞・作曲 | プロデューサー                                           | 時間  |
| --------- | --- | --- | -------------------------------------------------------- | ----- |
| 1.        | 「100$ビル」(歌: ジェイ・Z)                                                                                                | ショーン・"ジェイ・Z"・カーター、エヴァン・マスト | E・ヴァックス                                            | 3:20  |
| 2.        | 「バック・トゥ・ブラック」(歌: ビヨンセ x アンドレ・3000)                                                                  | エイミー・ワインハウス、マーク・ロンソン | ハリウッド・ホルト                                       | 3:21  |
| 3.        | 「バン・バン」(歌: ウィル・アイ・アム)                                                                                     | ウィル・アイ・アム、ジェームズ・P・ジョンソン、セシル・マック、ソニー・ボノ | ウィル・アイ・アム                                       | 4:39  |
| 4.        | 「ア・リトル・パーティー・ネヴァー・キルド・ノーバディ (オール・ウィー・ゴット)」(歌: ファーギー、Qティップ、グーンロック) | デヴィッド・リッスンビー、ジョーダン・オーヴァシュ、モーリーン・アン・マクドナルド、フランチェスカ・リチャード、アンドレ・スミス、ステイシー・ファーガソン、アレクサンダー・スコット、アンドレア・マーティン、カマアル・ファリード | グーンロック、オーヴァシュ(共同)、リチャード(ヴォーカル) | 4:01  |
| 5.        | 「ヤング・アンド・ビューティフル」(歌: ラナ・デル・レイ)                                                                   | デル・レイ、バズ・ラーマン、リック・ノウェルズ | ノウェルズ、スタッチェル                                 | 3:56  |
| 6.        | 「ラヴ・イズ・ザ・ドラッグ」(歌: ブライアン・フェリー with ブライアン・フェリー・オーケストラ)                             | ブライアン・フェリー、アンディ・マッケイ | ブライアン・フェリー、レット・デイヴィス                 | 2:41  |
| 7.        | 「オーヴァー・ザ・ラヴ」(歌: フローレンス・アンド・ザ・マシーン)                                                           | スチュアート・ハモンド、キッド・ハープーン、SBTRKT、フローレンス・ウェルチ | エミール・ヘイニー、キッド・ハープーン、バズ・ラーマン   | 4:21  |
| 8.        | 「ホェア・ザ・ウィンド・ブロウズ」(歌: クアドロンのココ・O)                                                                | マーティン、D. Doughtery、P・ポンセ | マーティン                                               | 3:50  |
| 9.        | 「クレイジー・イン・ラブ」(歌: エミリー・サンデーとブライアン・フェリー・オーケストラ)                                     | ユージン・レコード、ノウルズ、リッチ・ハリソン、カーター | ジョン・ブライオン                                       | 3:08  |
| 10.       | 「トゥギャザー」(歌: ザ・エックス・エックス)                                                                               | ジェイミー・スミス、オリヴァー・シム、ロミー・マドリー・クロフト | スミス                                                   | 5:25  |
| 11.       | 「ハーツ・ア・ミス」(歌: ゴティエ)                                                                                         | ウォルター・デ・バッカー、アーヴィング・バーギー、ウィリアム・アタウェイ | ゴティエ                                                 | 6:04  |
| 12.       | 「ラヴ・イズ・ブラインドネス」(歌: ジャック・ホワイト)                                                                     | U2、ボノ、ジ・エッジ | ジャック・ホワイト                                       | 3:18  |
| 13.       | 「イントゥ・ザ・パスト」(歌: ネロ)                                                                                         | ジョセフ・レイ、ダニエル・スティーヴンス、アラナ・ワトソン、クレイグ・アームストロング | スティーヴンス、レイ                                     | 5:17  |
| 14.       | 「キル・アンド・ラン」(歌: シーア・ファーラー)                                                                             | ファーラー、クリス・ブレイド | ブレイド、オリヴァー・クラウス                           | 3:35  |
| 合計時間: | 合計時間: | 合計時間: | 合計時間:                                                | 56:56 |

| #   | タイトル                                                                          | 作詞・作曲 | 歌手                                                                     | 時間 |
| --- | --------------------------------------------------------------------------------- | --- | ------------------------------------------------------------------------ | ---- |
| 1.  | 「100$ビル」                                                                      | | ジェイZ                                                                  | 3:20 |
| 2.  | 「バック・トゥ・ブラック」                                                        | エイミー・ワインハウス、マーク・ロンソン | ビヨンセ & アンドレ・3000                                                | 3:21 |
| 3.  | 「ヤング・アンド・ビューティフル」                                                | ラナ・デル・レイ、バズ・ラーマン、リック・ノウェルズ | ラナ・デル・レイ                                                         | 3:56 |
| 4.  | 「ラヴ・イズ・ブラインドネス」                                                    | ボノ、U2 | ジャック・ホワイト                                                       | 3:18 |
| 5.  | 「クレイジー・イン・ラヴ」(Kid Koala Version)                                     | ビヨンセ・ノウルズ、ショーン・カーター、リッチ・ハリソン、ユージン・レコード | エミリー・サンデー、ブライアン・フェリー・オーケストラ                   | 3:08 |
| 6.  | 「バン・バン」                                                                    | アダムス、サンドロ・シルバ、クィンティノ | ウィル・アイ・アム                                                       | 4:39 |
| 7.  | 「アイ・ライク・ラージ・パーティーズ」(ダイアログ)                                | | エリザベス・デビッキ                                                     | 0:09 |
| 8.  | 「ア・リトル・パーティー・ネヴァー・キルド・ノーバディ (オール・ウィー・ゴット)」 | | ファーギー、Qティップ、グーンロック                                      | 4:01 |
| 9.  | 「ラヴ・イズ・ザ・ドラッグ」                                                      | ブライアン・フェリー、アンディ・マッケイ | ブライアン・フェリー with ブライアン・フェリー・オーケストラ             | 2:41 |
| 10. | 「キャント・リピート・ザ・パスト?」(ダイアログ)                                   | | レオナルド・ディカプリオ、トビー・マグワイア                             | 0:08 |
| 11. | 「ハーツ・ア・メス」                                                              | ウォルター・デ・バッカー | ゴティエ                                                                 | 6:04 |
| 12. | 「ホェア・ザ・ウィンド・ブロウズ」                                                | | クアドロンのココ・O                                                      | 3:50 |
| 13. | 「グリーン・ライト」(ダイアログ)                                                  | |                                                                          | 0:07 |
| 14. | 「ノー・チャーチ・イン・ザ・ワイルド」                                            | カニエ・ウェスト、ショーン・カーター、クリストファー・ブレアクス、チャールズ・ナッパ、マイケル・ディーン、テリウス・ナッシュ、ゲイリー・ライト、フィル・マンザネラ、ジェームス・ブラウン、ジョセフ・ローチ | ジェイZ & カニエ・ウェスト featuring フランク・オーシャン & ザ・ドリーム | 4:32 |
| 15. | 「オーヴァー・ザ・ラヴ」                                                          | | フローレンス・アンド・ザ・マシーン                                       | 4:21 |
| 16. | 「トゥギャザー」                                                                  | | ザ・エックス・エックス                                                   | 5:25 |
| 17. | 「イントゥ・ザ・パスト」                                                          | | ネロ                                                                     | 5:17 |
| 18. | 「キル・アンド・ラン」                                                            | | シーア・ファーラー                                                       | 3:35 |
| 19. | 「オーヴァー・ザ・ラヴ (オブ・ユー)」                                             | | フローレンス・アンド・ザ・マシーン、SBTRKT                               | 2:59 |
| 20. | 「ヤング・アンド・ビューティフル」(DH Orchestral Version)                         | バズ・ラーマン、ラナ・デル・レイ | ラナ・デル・レイ、バズ・ラーマン                                         | 3:51 |
| 21. | 「ギャツビー・ビリーヴド・イン・ザ・グリーン・ライト」(ダイアログ)                | | トビー・マグワイア、クレイグ・アームストロング                           | 3:52 |